# Carmen Herrera (paroisse civile)
Pour les articles homonymes, voir Carmen Herrera.
Carmen Herrera est l'une des neuf paroisses civiles de la municipalité de Cabimas dans l'État de Zulia au Venezuela. Sa capitale est Cabimas.

## Étymologie
La paroisse civile est nommée en l'honneur de Carmen Herrera, fondatrice de l'organisation philanthropique Sociedad de Amigos del Bien (« Société des amis du bien », en français) qui ne doit pas être confondue avec l'artiste cubano-américaine Carmen Herrera.